# Волховський район
Волховський район (рос. Волховский район) — адміністративна одиниця Ленінградської області Російської Федерації.
Адміністративний центр — місто Волхов.

## Демографія
Динаміка чисельності населення району:
| Рік  | Населення, осіб | Джерело           | Примітки                                                        |
| ---- | --------------- | ----------------- | --------------------------------------------------------------- |
| 1959 | 15 243          | Перепис 1959 року | Без Волхова (36 630 осіб) і Новоладозького району (52 474 осіб) |
| 1970 | 80 603          | Перепис 1970 року | Без Волхова (47 025 осіб)                                       |
| 1979 | 64 384          | Перепис 1979 року | Без Волхова (49 696 осіб)                                       |
| 1989 | 58 939          | Перепис 1989 року | Без Волхова (50 325 осіб)                                       |
| 2002 | 50 799          | Перепис 2002 року | Без Волхова (46 596 осіб)                                       |
| 2010 | 95 182          | Перепис 2010 року |                                                                 |

## Адміністративний поділ
До складу району входять 3 міських та 12 сільських поселень:
| Муніципальне утворення               | Кількість населених пунктів | Населення ос. (2011) | Адміністративний центр |
| ------------------------------------ | --------------------------- | -------------------- | ---------------------- |
| Бережковське сільське поселення      | 20                          | 1597                 | Бережки                |
| Волховське міське поселення          | 1                           | 47 255               | Волхов                 |
| Виндіноостровське сільське поселення | 18                          | 1792                 | Виндін Острів          |
| Іссадське сільське поселення         | 15                          | 1894                 | Іссад                  |
| Кисельнянське сільське поселення     | 21                          | 2315                 | Кисельня               |
| Колчановське сільське поселення      | 25                          | 3186                 | Колчаново              |
| Новоладозьке міське поселення        | 5                           | 8898                 | Нова Ладога            |
| Паське сільське поселення            | 55                          | 5279                 | Паша                   |
| Потанінське сільське поселення       | 17                          | 1251                 | Потаніно               |
| Свирицьке сільське поселення         | 3                           | 752                  | Свириця                |
| Селівановське сільське поселення     | 11                          | 1074                 | Селіваново             |
| Староладозьке сільське поселення     | 17                          | 2573                 | Стара Ладога           |
| Сясьстройське міське поселення       | 11                          | 14 350               | Сясьстрой              |
| Усадищенське сільське поселення      | 26                          | 1752                 | Усадище                |
| Хваловське сільське поселення        | 35                          | 1599                 | Хвалово                |